# Machine to Machine
Machine-to-Machine (M2M) steht für den automatisierten Informationsaustausch zwischen Endgeräten wie Maschinen, Automaten, Fahrzeugen oder Containern untereinander oder mit einer zentralen Leitstelle, zunehmend unter Nutzung des Internets und Zugangsnetzen wie dem Mobilfunknetz. Eine Anwendung ist die Fernüberwachung, -kontrolle und -wartung von Maschinen, Anlagen und Systemen, die traditionell als Telemetrie bezeichnet wird. Die M2M-Technologie verknüpft dabei Informations- und Kommunikationstechnik.
M2M-Lösungen können in jedem Wirtschaftszweig Arbeitsabläufe rationalisieren und zu Produktivitätssteigungen führen. In der Automaten-Wirtschaft melden sich zum Beispiel Verkaufsautomaten selbständig bei einem zentralen Rechner, wenn sie neu bestückt (aufgefüllt) werden müssen. Regelfahrten des Automatenbetreibers können so vermieden werden. Darüber hinaus können Ausfallzeiten vermieden werden, wenn Betriebsparameter im Sinne einer prädiktiven Instandhaltung überwacht werden. Die damit verbundenen Rationalisierungen der Geschäftsprozesse und die daraus folgenden Kosteneinsparungen bergen für die Industrie – und auch für die Gesellschaft – ein großes Marktpotenzial.
Im Rahmen des Forschungsförderungsprogramms „IKT 2020“ wurden für das Internet der Dinge und die M2M-Kommunikation ein besonderer Forschungsbedarf und signifikante Chancen für die Wirtschaft gesehen. Die Bundesnetzagentur entschied 2017, die Anzeigepflicht für die „exterritoriale Nutzung von ausländischen Rufnummern im Gebiet der Bundesrepublik Deutschland im Rahmen von Machine-to-Machine-Kommunikation“ aufzuheben.

## Anwendungsspektrum
Als vielversprechende Einsatzfelder werden die folgenden Märkte angesehen:
- Transportwesen und Logistik
- Flottenmanagement/Telematik/Verkehrssysteme
- Gebäudetechnik[3]
- Versorgungsunternehmen zur Überwachung von Netzen und Steuerung von intelligenten Stromnetzen mit intelligenten Zählern
- Energietechnik
- Sicherheitstechnik/Alarmsysteme/Überwachung
- Gesundheitswesen/Medizintechnik
- Produktion/Automation

## Grundkonzept einer M2M-Anwendung
M2M-Systeme werden in erster Linie durch drei Grundkomponenten charakterisiert:
1. Datenendpunkt (Data End Point = DEP) – z. B. ein zu überwachender Verkaufsautomat
2. Kommunikationsnetze
  - Mobilfunk (z. B.: GSM, SMS, GPRS, EDGE, UMTS, HSPA, LTE)
  - Kabelgebunden (z. B.: Festnetz, ISDN, DSL, Ethernet)
  - Sonstige (z. B.: Bluetooth, RFID, ZigBee, W-LAN, Satellitenfunk, Datenfunk, WirelessHART)
3. Datenintegrationspunkt (Data Integration Point = DIP) – z. B. ein Server, der die Füllstände aller Verkaufsautomaten überwacht

Bei dem Datenendpunkt (DEP) handelt es sich um ein kompaktes Mikrorechnersystem – einen Sender, der mit einem Endgerät verknüpft ist. Innerhalb eines geschlossenen Netzwerkes kann es zahlreiche Datenendpunkte und die zugehörigen Endgeräte bzw. Maschinen geben. Mit Hilfe der DEP tauschen die Maschinen über ein Kommunikationsnetzwerk Daten mit dem Datenintegrationspunkt (DIP) – dem Empfänger – aus, der mit einer zentralen Leitstelle verbunden ist. Der DIP ist im Gegensatz zu den zahlreich vorhandenen DEPs meist nur einmal in einer M2M-Applikation zu finden. Dabei fließen die Informationen nicht ausschließlich in Richtung der Zentrale. So ist auch die Kommunikation zwischen den einzelnen DEPs möglich. Die gesamte Datenübertragung kann dabei etwa über ein Mobilfunknetz erfolgen. Beispielsweise sendet eine Anlage eine Fehlermeldung direkt an eine ausgewählte Gruppe von Ingenieuren mittels SMS.

## Komponenten einer M2M-Lösung
M2M-Lösungen bestehen grundsätzlich aus mehreren voneinander abhängigen Komponenten, die Kommunikation zwischen Maschinen ermöglichen. Dazu gehören vor allem:
- Hardwarekomponenten (z. B.: Modems, Industrie-PCs, Server)
- Mobilfunk- und Festnetzdienstleistungen
- Systemintegrations- und Beratungsdienstleistungen
- Applikationen (z. B.: Serverapplikationen, „Point to Point“-Applikationen)
- standardisierte Netzwerkprotokolle wie MQTT im Internet der Dinge[4]

Das BMWi geht mit seinen Forderungen noch einen Schritt weiter und propagierte mit OSGi eine konkrete SOA als Plattform für die Realisierung und Auslieferung entsprechender Client-/Server basierter Dienste.

## Erfolgsfaktoren von M2M-Lösungen
Eine enge Zusammenarbeit zwischen Lösungspartner, Netzbetreiber und Kunden ist der Schlüssel zu einer erfolgreichen Planung und Umsetzung von M2M-Lösungen. Zudem ist der Erfolg einer M2M-Lösung auch von folgenden Faktoren abhängig:
- Mehrwert (Kosten-Nutzen-Analyse → Business-Case)
- Gesellschaftsfähigkeit (Akzeptanz → Datenschutz)
- Adäquate Hardware (Billige Hardware kann unter Umständen höhere Kosten erzeugen als teurere Hardware → Total Cost of Ownership)
- Adäquate Kommunikation
  - Netze (Heute verstärkt Mobilfunknetze → GPRS, EDGE, UMTS, HSPA, LTE)
  - Tarife (insbesondere Mobilfunktarife)
  - Protokolle (Die Zukunft ist IP → weites Einsatzspektrum und Investitionssicherheit)
- Vollständige Integration in bestehende Arbeitsabläufe (Automatisierung → Nutzen)